# Feliks Terlikowski
Feliks Kazimierz Terlikowski (ur. 13 stycznia 1885 w Łowiczu, zm. 23 lipca 1951 w Poznaniu) – polski biolog, gleboznawca i agrochemik.

## Życiorys

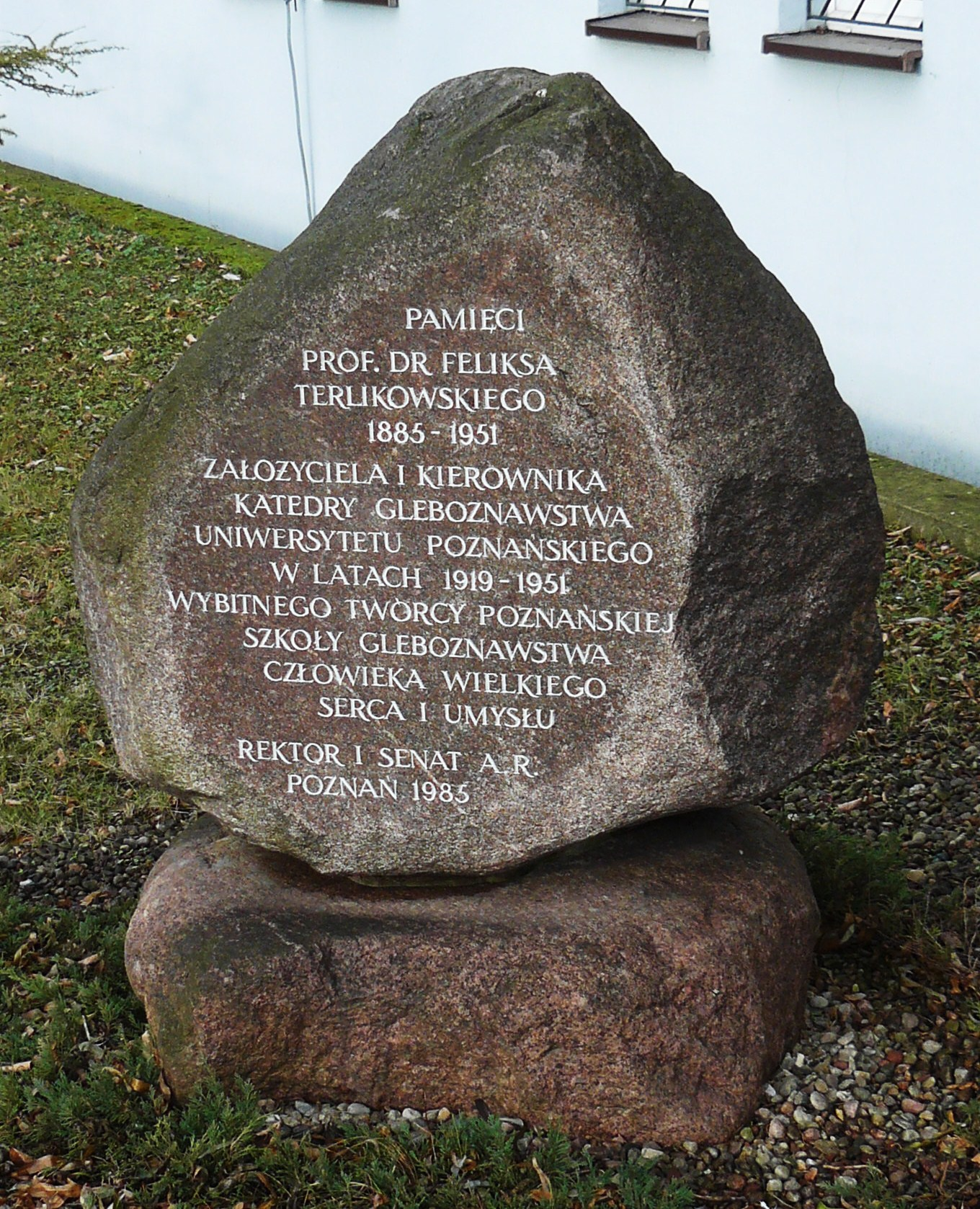
Kamień pamiątkowy na Boninie w Poznaniu

Maturę zdał w Warszawie w 1906 i od razu wyjechał do Genewy, by studiować na tamtejszym uniwersytecie (Wydział Przyrodniczy). Studiował chemię i nauki pokrewne. W 1909 otrzymał stanowisko asystenta. W 1910, po uzyskaniu stopnia doktora, wrócił do Polski i w 1911 objął asystenturę w Akademii Rolniczej w Dublanach przy Rolniczej Stacji Doświadczalnej. W 1914 uzyskał stopień adiunkta. W 1917 wyjechał do Wiednia i Pragi na stypendium naukowe. W tym samym roku powołano go na nowo utworzoną katedrę gleboznawstwa w Dublanach. Działania wojenne przerwały jego karierę na tej uczelni. W końcu sierpnia 1919 przybył do Poznania, gdzie zorganizował powoływaną do życia Katedrę Gleboznawstwa i Rolnictwa na Uniwersytecie Poznańskim. Pracował na niej do wybuchu II wojny światowej, a potem odbudowywał ją po 1945. W roku akademickim 1935/36 objął funkcję dziekana Wydziału Rolniczo-Leśnego i pełnił ją do końca 1948 roku. Był też inicjatorem utworzenia Instytutu Torfowego w Baborówku. Wielokrotnie wyjeżdżał w naukowe podróże zagraniczne, m.in. do Holandii, Francji i USA.
Zmarł w Poznaniu, pochowany na cmentarzu parafialnym św. Jana Vianneya (kwatera grobowce-16-5).

## Osiągnięcia
Był twórcą poznańskiego ośrodka gleboznawczego. Ogłosił prawie sto rozpraw, artykułów, publikacji i podręczników, przede wszystkim z dziedziny gleboznawstwa, agrochemii i nawożenia. Jego główne zainteresowania to:
- nawozy sztuczne i ich oddziaływanie na rośliny,
- odczyny gleby, kwasowość, wpływy wapnowania,
- stosunki wodne gleby w łączności ze strukturą fizyczną i procesami przemian chemicznych, z właściwościami sorpcyjnymi,
- żyzność i aktywność gleby.

Wykonał szereg map gleboznawczych Wielkopolski i Pomorza. Współpracował przy tworzeniu map gleb Polski w skali 1:1000000. Był członkiem Towarzystwa Gleboznawczego, Wydziału Matematyczno-Przyrodniczego Polskiej Akademii Umiejętności (od 1948), Poznańskiego Towarzystwa Przyjaciół Nauk i Akademii Nauk Technicznych. 

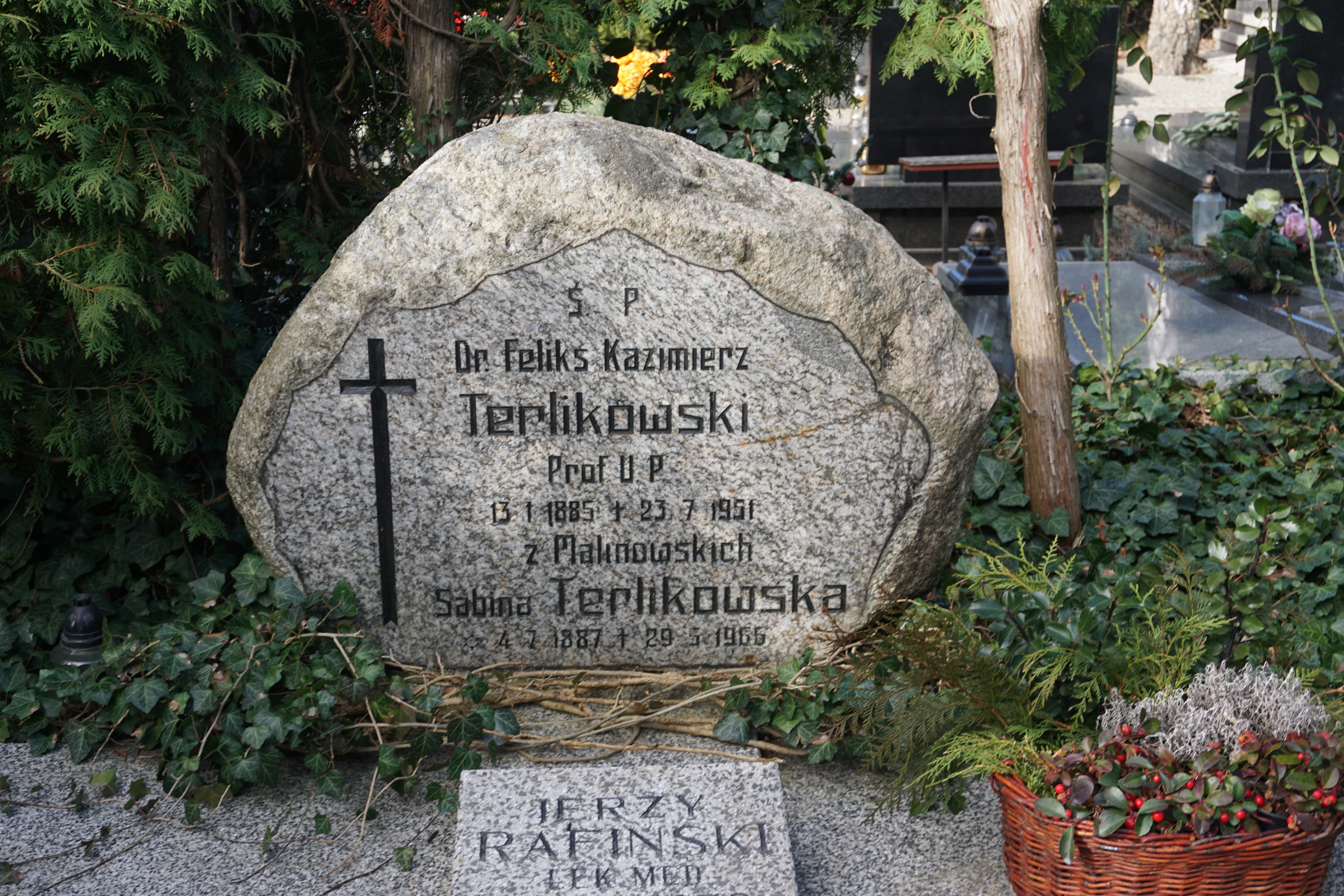
Grób prof. Feliksa Terlikowskiego na cmentarzu św. Jana Vianneya w Poznaniu

## Ordery i odznaczenia
- Krzyż Komandorski Orderu Odrodzenia Polski (22 lipca 1951)[3]

## Nagrody
- Państwowa Nagroda Naukowa III stopnia (zespołowa) w dziedzinie nauk rolniczo-leśnych za opracowanie mapy gleb polskich w skali 1:1000000 (1950)[4]
- Państwowa Nagroda I stopnia (1951)